# Fjällhedsriska
Fjällhedsriska (Lactarius salicis-herbaceae) är en svampart som tillhör divisionen basidiesvampar, och som beskrevs av Robert Kühner. Fjällhedsriska ingår i släktet riskor, och familjen kremlor och riskor. Arten är reproducerande i Sverige.

## Bildgalleri